# Zgodovina Etiopije
Etiopija je v zmanjšanem današnjem geografskem obsegu najstarejša neodvisna država v Afriki in ena od najstarejših na svetu. Že dolgo časa predstavlja stičišče civilizacij Severne Afrike, Srednjega vzhoda in Podsaharske Afrike.

## Najzgodnejša zgodovina
V Etiopiji je človek živel v zelo oddaljenem času in morda se je vrsta Homo sapiens razvila tam (glej tudi Afarski trikotnik, Australopithecus afarensis (Lucy).
Prvi zapiski o Etiopiji prihajajo od egipčanskih trgovcev, nekako okoli leta 3000 pr. n. št. Danes ne vemo kako je bilo razvito to področje. Obstaja veliko, verjetno nepristnih, opisov Etiopije. Po teh zapisih je bila dežela dokaj centralizirana, podobno kot Egipt, in je imela svojega faraona, čeprav arheološke najdbe tega ne morejo podpreti.
Kraljestvo ali država Saba, ki ga omenja stara zaveza, naj bi se nahajalo v Etiopiji, čeprav večkrat navajajo za njena ozemlja Jemen. Drugi verjamejo, da je to starodavno kraljestvo pokrivalo področja obeh današnjih držav, Jemna in Etiopije. Po legendi naj bi Menelik I., tretji izraelski kralj, in sin kralja Salomona ter kraljice iz Sabe ustanovil etiopsko državo.

### Zadnji dve stoletji
V 60. letih 19. stoletja so pričele evropske države v neposredni etiopski bližini z ustanavljanjem kolonij (Francozi zasedejo Džibuti, Italijani pa Eritrejo in Somalijo). Etiopija je tako izgubila izhod do morja. Pri nadaljnjem napredovanju so bili Italijani ustavljeni pri Adui leta 1896. Etiopija je bila poleg Liberije edina samostojna država v Afriki, kljub temu je bila država pod močnim evropskim političnim in gospodarskim vplivom. Leta 1935 so fašistične sile napadle Etiopijo in jo navkljub junaškemu odporu podjarmile. Italijanski kralj se je proglasil za etiopskega cesarja. Med drugo svetovno vojno so bili zavojevalci pregnani, oblast je  prevzel Haile Selassie I.
Leta 1951 je Etiopija vstopila v federacijo z Eritrejo.    